# USS Sulaco
L'USS Sulaco est un vaisseau spatial fictif qui apparait dans le film Aliens, le retour réalisé en 1986 par James Cameron. Conçu par Syd Mead, son nom fait référence à la ville de Sulaco du livre Nostromo de Joseph Conrad. Le Sulaco est le treizième navire de la classe Conestoga. 
Initialement, Syd Mead avait donné au Sulaco une forme sphérique mais cette forme rendait compliqué la mise au point des caméras. James Cameron lui suggère de concevoir un vaisseau de forme allongée avec une proue bardée d'une forêt d'antennes.
La maquette du Sulaco est ré-utilisée dans le film Alien 3 pour représenter le vaisseau USCSS Patna, elle est repeinte en couleur brune et ses deux tourelles sont démontées. 